# Pont-Évêque
 Pont-Évêque  es una población y comuna francesa, en la región de Ródano-Alpes, departamento de Isère, en el distrito de Vienne y cantón de Vienne-Nord.

## Demografía
| 1881 | 2148 | 5636 | 5542 | 5385 | 5067 |
| Para los censos de 1962 a 1999 la población legal corresponde a la población sin duplicidades (Fuente: INSEE [Consultar]) |      |      |      |      |      |